# Banou Diawara
Banou Diawara (Bobo-Dioulasso, 13 februari 1992) is een Burkinees voetballer die bij voorkeur als aanvaller speelt.

## Clubcarrière
Diawara begon zijn profcarrière bij ASF Bobo-Dioulasso. In het seizoen 2013/14 werd hij topschutter van de Burkinese Première Division met 15 doelpunten. In het seizoen 2014/15 herhaalde hij dit kunstje, ditmaal met 13 doelpunten. Dat seizoen werd Diawara ook landskampioen met zijn club, die inmiddels onder de naam RC Bobo-Dioulasso speelde. Het leverde hem een transfer op naar de Algerijnse eersteklasser JS Kabylie.
Na een rondreis door Noord-Afrika, waarbij hij ook in Egypte en Marokko speelde, tekende Diawara in juli 2018 voor de Belgische tweedeklasser AFC Tubize. Zijn eerste officiële doelpunt voor de club scoorde hij op 25 augustus 2018 in de bekerwedstrijd tegen Stade Brainois – Diawara scoorde zelfs tweemaal tegen de provincialer. In Eerste klasse B kwam hij in dertien wedstrijden echter niet tot scoren.  Op het einde van het seizoen degradeerde Tubize naar Eerste klasse amateurs, waara Diawara weer in Afrika ging voetballen.

## Interlandcarrière
Diawara maakte op 12 mei 2015 zijn debuut voor Burkina Faso in de vriendschappelijke interland tegen Kazachstan (0-0). Hij scoorde zijn eerste doelpunt in zijn vierde interland, op 4 september 2016 in de Afrika Cup-kwalificatiewedstrijd tegen Botswana. Diawara scoorde tegen Botswana het winnende doelpunt van de wedstrijd in de negende minuut van de blessuretijd, terwijl hij pas in de 85e minuut was ingevallen.
Burkina Faso plaatste zich voor de Afrika Cup 2017 en werd uiteindelijk derde. Diawara kwam drie wedstrijden in actie: in de twee eerste groepswedstrijden tegen Kameroen en Gabon, en in de verloren halve finale tegen Egypte. Diawara kwam niet tot scoren in de Afrika Cup.

## Erelijst
| Landskampioen Burkina Faso | 1x | 2014/15 |

| Individueel                 |    |                  |
| Topscorer Première Division | 2x | 2013/14, 2014/15 |